# Calyptrochaeta apiculata
Calyptrochaeta apiculata är en bladmossart som beskrevs av Dale Hadley Vitt 1979. Calyptrochaeta apiculata ingår i släktet Calyptrochaeta och familjen Hookeriaceae. Inga underarter finns listade i Catalogue of Life.